# Prosopocoilus mohnikei pseudospineus
Prosopocoilus mohnikei pseudospineus es una subespecie de coleóptero de la familia Lucanidae.

## Distribución geográfica
Habita en Tenasserim (Birmania).